# Natalia Zarzecka
Natalia Zarzecka (ur. 30 sierpnia 1977 w Krakowie) – polska menadżerka kultury, kuratorka wystaw i muzealnik. Od 2004 dyrektor Ośrodka Dokumentacji Sztuki Tadeusza Kantora CRICOTEKA.

## Życiorys
Absolwentka zarządzania kulturą na Uniwersytecie Jagiellońskim z rocznym stypendium na Uniwersytecie Sieneńskim. Od 1997 r. współpracowała z Galerią Krzysztofory, od 2001 związana z Cricoteką początkowo jako kurator wystaw (m.in. kurator wystawy w Palazzo Pitti w 2002) a od 2004 jako dyrektor tej instytucji. Współautorka wystawy przygotowanej przez Cricotekę we współpracy z SCVA Norwich w ramach Polska! Year: „An Impossible Journey. The Art and Theatre of Tadeusz Kantor” (2009). Współredaktor m.in. „Wielopole Wielopole Dossier”, Cricoteka, 2007 oraz wersji włoskiej (Titiviluss 2006); „Kantor was Here”, Black Dog Publishing 2011.
Do kluczowych osiągnięć Natalii Zarzeckiej należą starania o budowę i następnie otwarcie nowej siedziby Cricoteki w 2014 oraz wypromowanie i podniesienie rangi tej instytucji.
Przetłumaczyła na język włoski, wraz z S. Parlagreco, Podróż Tadeusza Kantora kompendium biograficzne, Titivillus 2002.

## Odznaczenia
- Brązowy Medal „Zasłużony Kulturze Gloria Artis”[4] (2014)